# Spaarne
Spaarne – rzeka w północnej Holandii. Przepływa przez Haarlem i Spaarndam. Pierwotnie stanowiła połączenie pomiędzy jeziorem Haarlemmermeer i rzeką IJ. Po osuszeniu Haarlemmermeer stała się odnogą kanału otaczającego Haarlemmermeerpolder.